# Langholm Parish Church

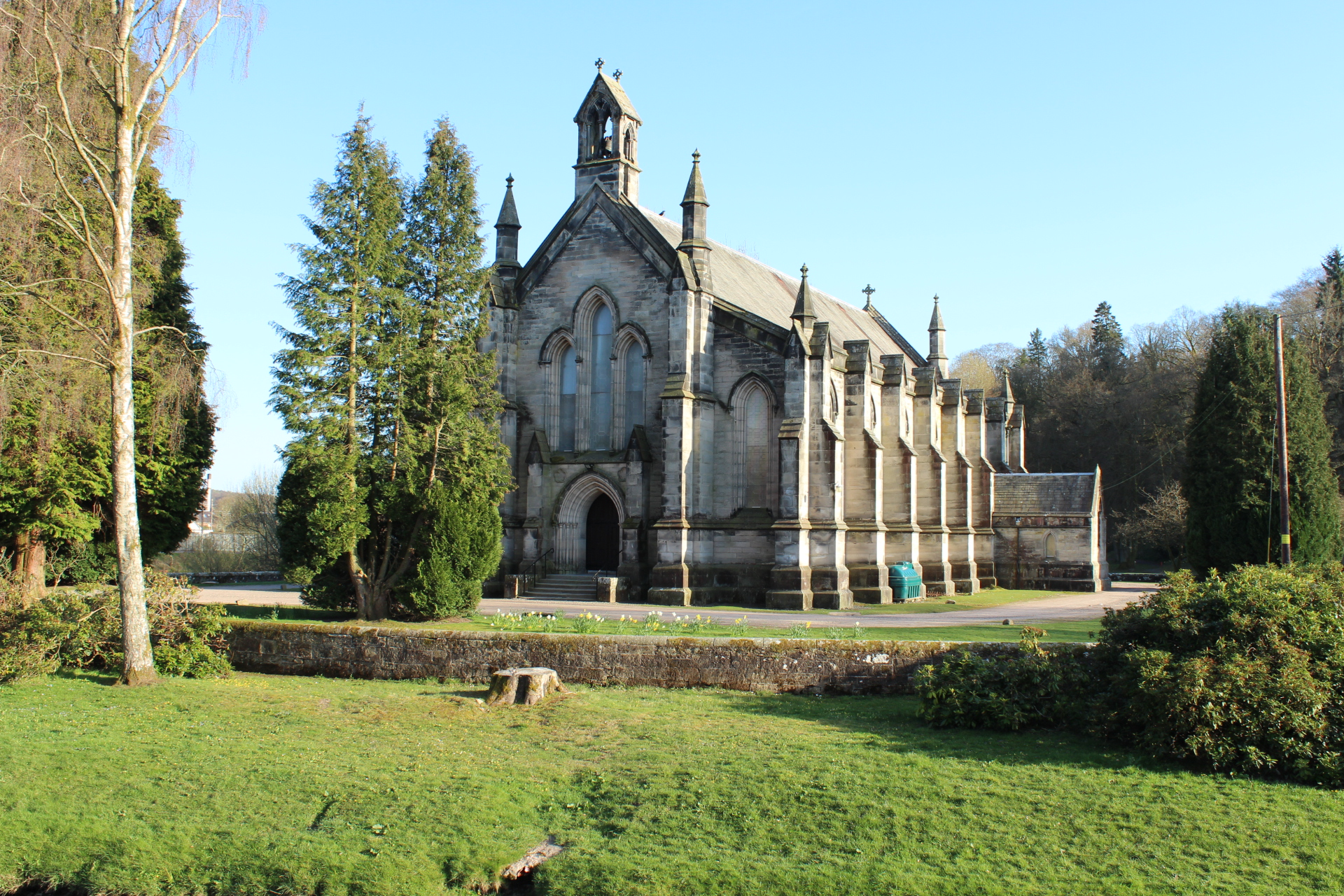
Langholm Parish Church

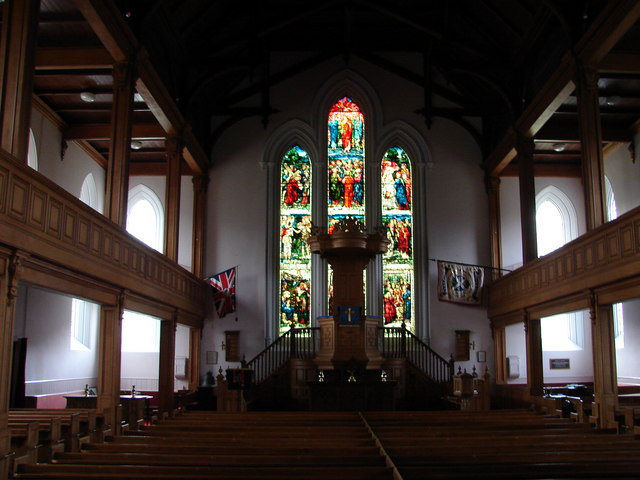
Innenansicht

Die Langholm Parish Church ist ein Kirchengebäude der presbyterianischen Church of Scotland in der schottischen Ortschaft Langholm in der Council Area Dumfries and Galloway. 1971 wurde das Bauwerk in die schottischen Denkmallisten zunächst in der Kategorie B aufgenommen. Die Hochstufung in die höchste Denkmalkategorie A erfolgte 1988.

## Beschreibung
Das Kirchengebäude steht am Südrand von Langholm am rechten Ufer des Esk, welcher die Ortschaft teilt. Das Wauchope Water trennt es von den westlichen Teilen Langholms ab. Das neogotische Gebäude wurde 1843 nach einjähriger Bauzeit fertiggestellt. Für den Entwurf zeichnen die bedeutenden schottischen Architekten William Burn und David Bryce verantwortlich.
Das Mauerwerk des verhältnismäßig groß dimensionierten, länglichen Gebäudes besteht aus Steinquadern mit abgesetzten polierten Natursteindetails. Strebepfeiler gliedern die sieben Achsen weiten Seitenfassaden mit ihren Lanzettfenstern vertikal. An der Südseite treten an beiden Seiten überdachte Eingangsbereiche heraus. Spitzbögige Gesimse bekrönen die Fenster. Unterhalb des abschließenden schiefergedeckten Satteldaches verläuft ein Kranzgesims. An der Südseite sind drei Lanzettfenster mit Bleiglasfenstern eingelassen. Das spitzbögige Hauptportal befindet sich in der Nordfassade. Firstständig sitzt ein Dachreiter mit offenem Geläut auf dem Giebel.